# Cave-In-Rock, Illinois
Cave-In-Rock là một làng thuộc quận Hardin, tiểu bang Illinois, Hoa Kỳ. Năm 2010, dân số của làng này là 318 người.

## Dân số
Dân số qua các năm:
- Năm 2000: 346 người.
- Năm 2010: 318 người.